# Narodni park Andasibe-Mantadia
Narodni park Andasibe-Mantadia je 155 kvadratnih kilometrov veliko zavarovano območje približno 150 km vzhodno od Antananariva in je sestavljeno predvsem iz primarnih gozdov v regiji Alaotra-Mangoro v vzhodnem Madagaskarju. Nadmorska višina parka je od 800 do 1260 metrov, z vlažnim podnebjem. Povprečna letna količina padavin je 1700 mm, vsako leto pade 210 dni. Ta deževni gozd je habitat velike biotske raznovrstnosti vrst, vključno s številnimi endemičnimi redkimi vrstami in ogroženimi vrstami, vključno z 11 vrstami lemurjev. Dva sestavna dela parka sta narodni park Mantadia (15.500 ha) in rezervat Analamazoatra (810 ha), ki je najbolj znan po populaciji največjega lemurja na Madagaskarju, indri.
Narodni park je bil leta 2007 imenovan za del svetovne dediščine deževni gozdovi Atsinanane. Vendar njeni gozdovi niso bili izbrani na končni seznam.
To je eden najlažjih parkov na Madagaskarju za obisk iz glavnega mesta Antananarivo, s 3 urami vožnje proti vzhodu po asfaltirani cesti, Route Nationale 2 (RN 2). Medtem ko sta Analamazaotra in sedež parka oddaljena le kratek sprehod od Antsapanane na RN 2, je treba v lokalnih hotelih organizirati ali najeti poseben prevoz, da pridete do Mantadije. V delih parka so običajno na voljo pohodi, ki trajajo od 1 do 6 ur. Za obiskovalce, ki vstopajo v kateri koli del parka, je potreben lokalni vodnik. Za javnost je odprt tudi park orhidej.
V narodnem parku živijo plemena Betsimisarakas, Bezanozanos in Merina.

## Zgodovina
Posebni rezervat (ASR) Analamazaotra (ali Périnet), lokalno znan kot Andasibe po bližnji vasi, je bil nekoč del večjega narodnega parka Mantadia, ki je vključeval tudi razvrščeni gozd Maromizaha na jugovzhodu in Anosibe an’ala na jugu. Vendar pa sta sečnja in krčenje gozdov za kmetovanje povzročila, da so ti parki zdaj izolirani.
Glavna nevarnost za ta park je izginotje sosednjih habitatov zunaj parka. To izginotje je povzročilo predvsem izsekavanje in zamenjava deževnega gozda s komercialnimi gozdovi avstralskega evkalipta (Eucalyptus) in kitajskega rdečega bora (Pinus tabuliformis), v manjši meri pa gojenje riža, ki ga še poslabšata izjemno visoka stopnja rasti prebivalstva in revščina na podeželju Madagaskarja.

## Rastlinstvo in živalstvo
V tem gostem gozdu se skrivajo velike vrste biotske raznovrstnosti, kot so zelo redke endemične vrste in ogrožene vrste. 77 % flore, več kot 80 % favne in 58 % ptic je endemičnih vrst.
Narodni park je dom 108 vrst ptic, 72 vrst sesalcev, vključno s 14 vrstami lemurjev; 51 vrst plazilcev, 84 vrst dvoživk in 350 vrst makrožuželk. Stopnja endemičnosti je približno 82 odstotkov.
Živali: madagaskarska drevesna boa (Sanzinia madagascariensis), indri (Indri indri), navadni rjavi lemur (Eulemur fulvus), venčasta sifaka (Propithecus diadema), variji, madagaskarska rajska muharica (Terpsiphone mutata), metulj Chrysiridia rhipheus, Madagaskarski dolgoprstež ali aje-aje (daubentonia madagascariensis), Parsonov kameleon (Calumma parsonii), Madagaskarska pastirica (Bergeronnette malgache), madagaskarska kukavica (Aviceda madagascariensis), vrabec Crossleyia xanthophrys, rdečetrebušni lemur ((Eulemur rubriventer), rjavi mišji lemur (Microcebus rufus), Darwinov lubjasti pajek (Caerostris darwini), brezrepi tenrek (Tenrec ecaudatus), modra coua (Coua caerulea), rdečečela coua (Coua reynaudii), Ratsirakia legendrei...
Rastline: kukavičevke, guava Psidium cattleianum, Eucalyptus, bambus ...

## Program ponovne uvedbe
Da bi se spopadli z grožnjo izginjajočih habitatov, so bili v bližini Andasibe-Mantadia ustvarjeni rezervati, ki usklajujejo pridobivanje virov z varstvom okolja ter poskušajo ustvariti ekonomske in okoljsko ugodnejše alternative za zamenjavo domačih gozdov z evkaliptom in borovcem.
Leta 2006 sta Madagaskarsko partnerstvo za biotsko raznovrstnost in živalski vrt in akvarij Henry Doorly v Omahi v sodelovanju z narodnimi parki Madagaskarja in Eaux et Fôret sprožila projekt Analamazaotra Re-introduction/Translocation (ART) za ponovno naselitev dveh ogroženih vrst lemurjev nazaj v park. Cilj je bil odvzeti lemurje z ogroženih območij, kjer izguba habitata pomeni, da je obstoječa populacija nevzdržna, in jih preseliti v relativno varnost posebnega rezervata Analamazaotra. Program je sledil smernicam IUCN za ponovno uvedbo/premestitev, s spremljanjem družinske skupine pred in po premestitvi.
Do leta 2014 je projekt ART v park ponovno naselil tri skupine, vključno s 26 venčastimi sifakami (Propithecus diadema) in 8 črno-belih varijev (Varecia variegata). Multidisciplinarna ekipa projekta je sledila ponovno uvedenim skupinam z radijskimi ovratnicami in zbrala fekalne vzorce, da bi ocenila biomedicinske, genetske, habitatne, prehranske in reproduktivne značilnosti lemurjev.
Projekt je bil doslej zelo uspešen, obiskovalci tega priljubljenega rezervata pa so imeli srečo videti dve generaciji mladičev, rojenih v parku. Projekt ART pomaga lokalni skupnosti tudi z izobraževanjem in zagotavlja dva lokalna vodnika.

## Galerija
- Gost vzhodni gozd
- Gost vzhodni gozd
- Dolina Vakoana
- Rdeči mišji lemur
- Venčasta sifaka
- Aje-aje

## Rezervat VOIMMA
Rezervat VOIMMA je priporočljiv majhen rezervat v bližini železniške postaje Andasibe. Nastal je leta 2012, ko so vaščani iz Andasibe želeli spet sami gospodariti s svojo zemljo in biti del ekoturizma na tem območju.